# ماشین‌های ساده

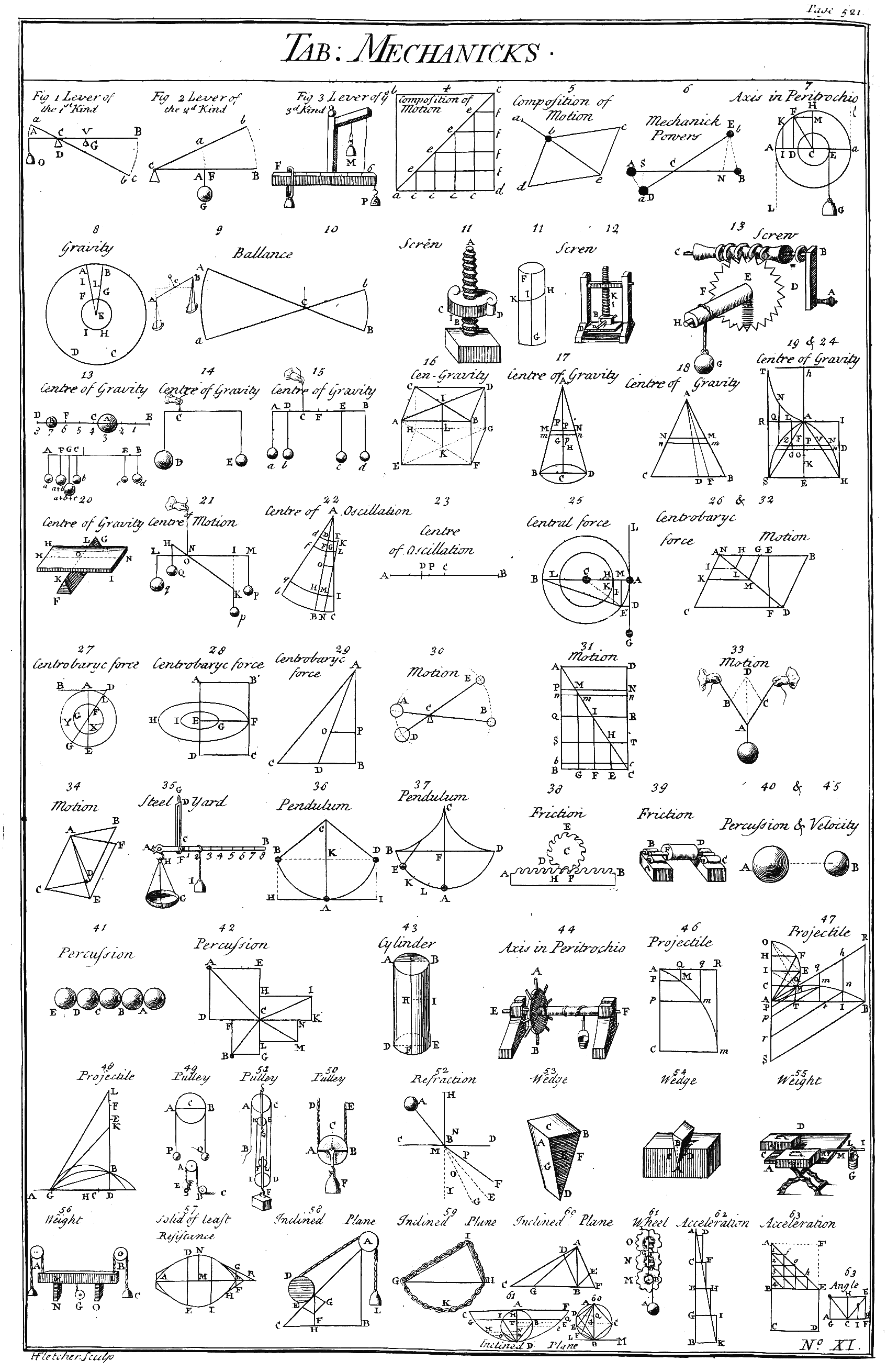
جدول ماشین‌های ساده از دانشنامه، یا فرهنگ جامع هنر و علوم، چاپ ۱۷۲۸ میلادی، ماشین‌های ساده، ادبیات بیان و توصیف ماشین‌های پیچیده‌است.

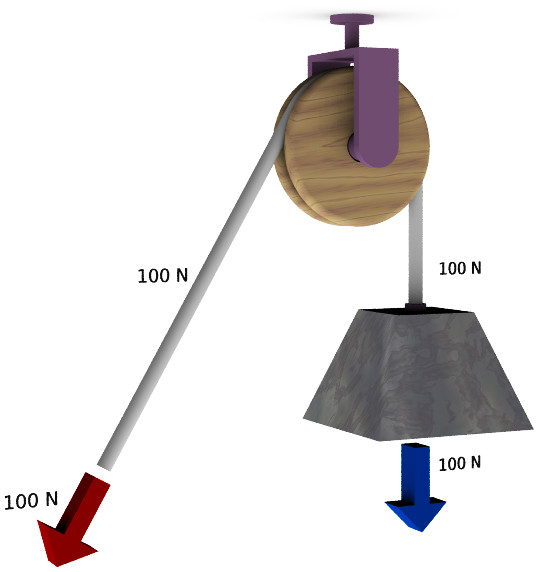
قرقره ثابت

یک ماشین ساده ابزاری است که انجام کارها را برای انسان آسان‌تر می‌کند.
هنگام کار کردن با ماشین‌های ساده، کمیت‌های انرژی و کار ثابت می‌مانند و ممکن است نیرو، توان، سرعت، مسافت تأثیر نیرو یا جهت نیرو تغییر کنند.

## انواع ماشین‌های ساده
به‌طور کلی 6 نوع ماشین ساده داریم که عبارت‌اند از:

اهرم

- پیچ
- چرخ و محور
- اهرم
- قرقره
- سطح شیب‌دار
- گُوِه

## مزیت مکانیکی
یکی از ویژگی‌های ماشین‌های ساده، مزیت مکانیکی آن‌ها است که رابطه کلی آن چنین است:
- نیروی مقاوم (نیرویی که ماشین بر جسم وارد می‌کند) تقسیم بر نیروی محرک (نیرویی که ما بر ماشین وارد می‌کنیم).

البته این فرمول فقط برای مزیت مکانیکی واقعی است؛ اگر از اصطکاک صرف نظر شود از تقسیم بازوی محرک (LE) بر بازوی مقاوم (LR) مزیت مکانیکی کامل ماشین بدست می‌آید.

## بازده مکانیکی
بازده یا راندمان ماشین‌های ساده از رابطهٔ زیر به‌دست می‌آید:
- انرژی یا کار مفید گرفته شده از ماشین تقسیم بر کل انرژی داده شده به آن. (برای اینکه بازده بر حسب درصد بیان شود، حاصل تقسیم را در صد ضرب می‌کنند.)